# Piriform
Piriform (razão social: Piriform Limited) é uma empresa dedicada à criação de programas de computador, sediada em Londres, Reino Unido. Possui quatro softwares. Seus programas normalmente são voltados à utilitários ao computador, como a limpeza do disco (CCleaner) e o backup de arquivos (Recuva). Seu slogan ("O melhor software... é gratuito!") reflete aos seus programas, que não possuem nenhum tipo de plano de assinatura. A empresa simplesmente aceita doações para manter e melhorar os programas.
Em 19 de julho de 2017, a empresa foi adquirida pela AVAST Software.

## Produtos
- CCleaner - Otimiza o sistema operacional do computador deletando os arquivos desnecessários. É o programa mais famoso da empresa; e um dos únicos programas do mundo a chegar na marca de 1 bilhão de downloads. No Brasil, o CCleaner tem um total de mais de 32 milhões de downloads feito no site de downloads brasileiro Baixaki e 1 bilhão de downloads pelo site oficial;
- Recuva - Permite recuperar os arquivos deletados por engano, mesmo depois de ter formatado a unidade de disco se o arquivo ainda não tiver sido sobrescrito;
- Defraggler - Sua promessa é ser um desfragmentador de disco que exija menos memória e espaço em disco; permite desfragmentação de arquivos individuais e mostra qual a sua localização no disco;
- Speccy - Permite conhecer os componentes de hardware do computador;
- CCleaner Browser.